# Claas Hendrik Meiners
Claas Hendrik Meiners (Amsterdam, 19 augustus 1819 - Arnhem, 20 april 1894) was een Nederlandse landschapsschilder. Hij is de vader van schilder Piet Meiners.

## Leven en werk
Claas Hendrik Meiners wordt samen met Frederik Hendrik Hendriks en Johannes Warnardus Bilders gerekend tot de vroegste schilders van de Oosterbeekse School. Hij werd opgeleid op de schilderschool van Barend Cornelis Koekkoek. Vanaf 1853 trok hij geregeld naar de zuidelijke Veluwezoom. 
Haagse schilders als Anton Mauve en Willem Maris vonden hier tevens hun oorsprong. Meiners kreeg les van Barend Cornelis Koekkoek. Vanaf 1853 trok hij regelmatig naar de Zuidelijke Veluwezoom. Daar had zich in Oosterbeek rond J.W. Bilders een groep schilders verzameld die het landschap bij Wolfheze en Oosterbeek tot onderwerp maakten van hun schilderijen. In tegenstelling tot de weidse landschappen van de romantische schilders kozen zij voor de intieme sfeer van het bos, een voorkeur die een aantal van hen overnam van de schilders van de school van Barbizon in Frankrijk. Het ging hen om een totale indruk van stemming en atmosfeer. Niet om een nauwkeurige weergave van de details. 
In 1859 werd een werk van hem tentoongesteld in Arti et Amicitae in Amsterdam.
In 1871 verhuist Claas Hendrik Meiners naar Arnhem. In Musis Sacrum werden tentoonstellingen beeldende kunst gegeven. Meiners maakte geregeld deel uit van deze tentoonstellingscommissie.
Meiners overleed in 1894 te Arnhem. Hij werd begraven in Oosterbeek.

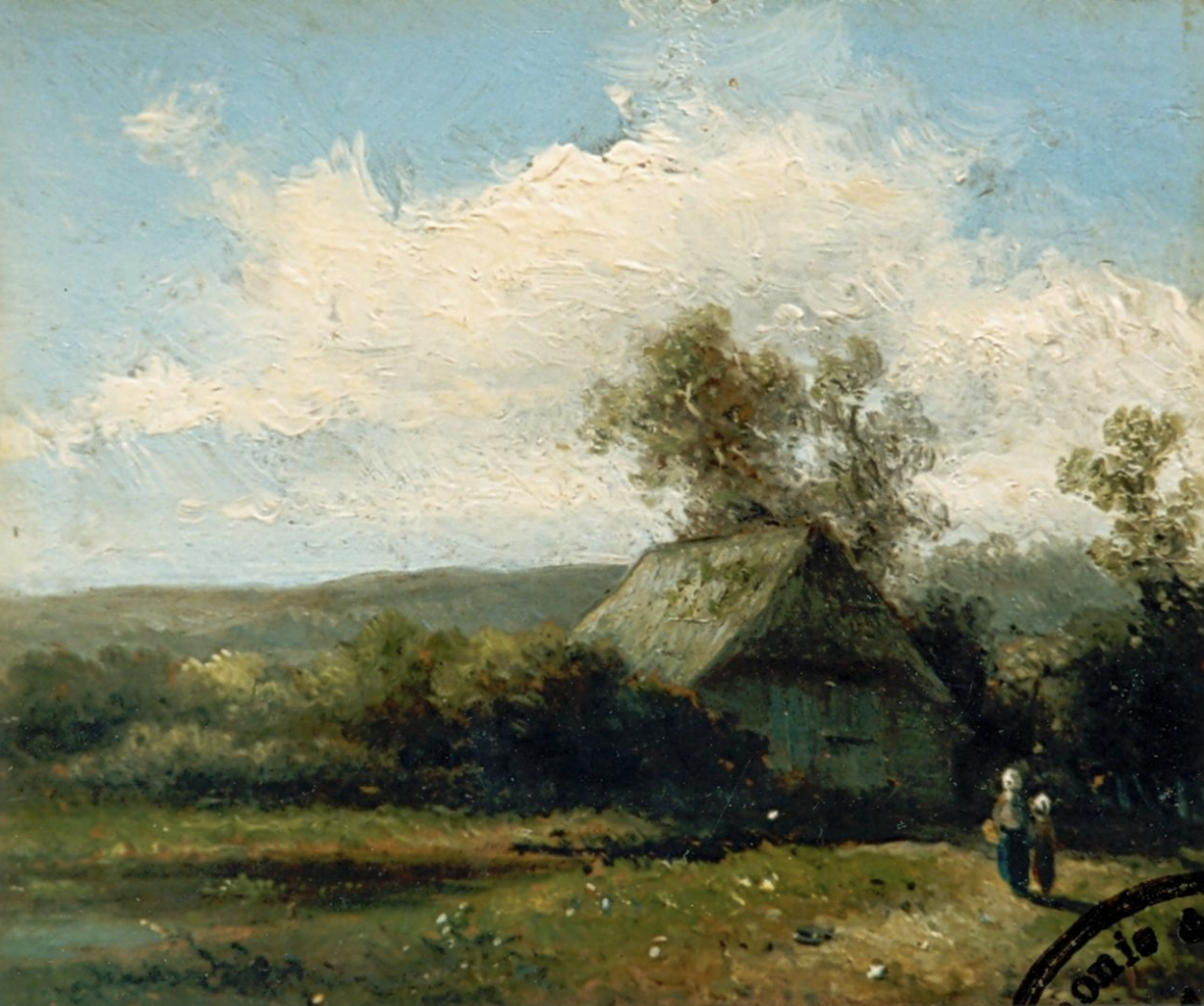
Landschapje met boerderij en twee figuren
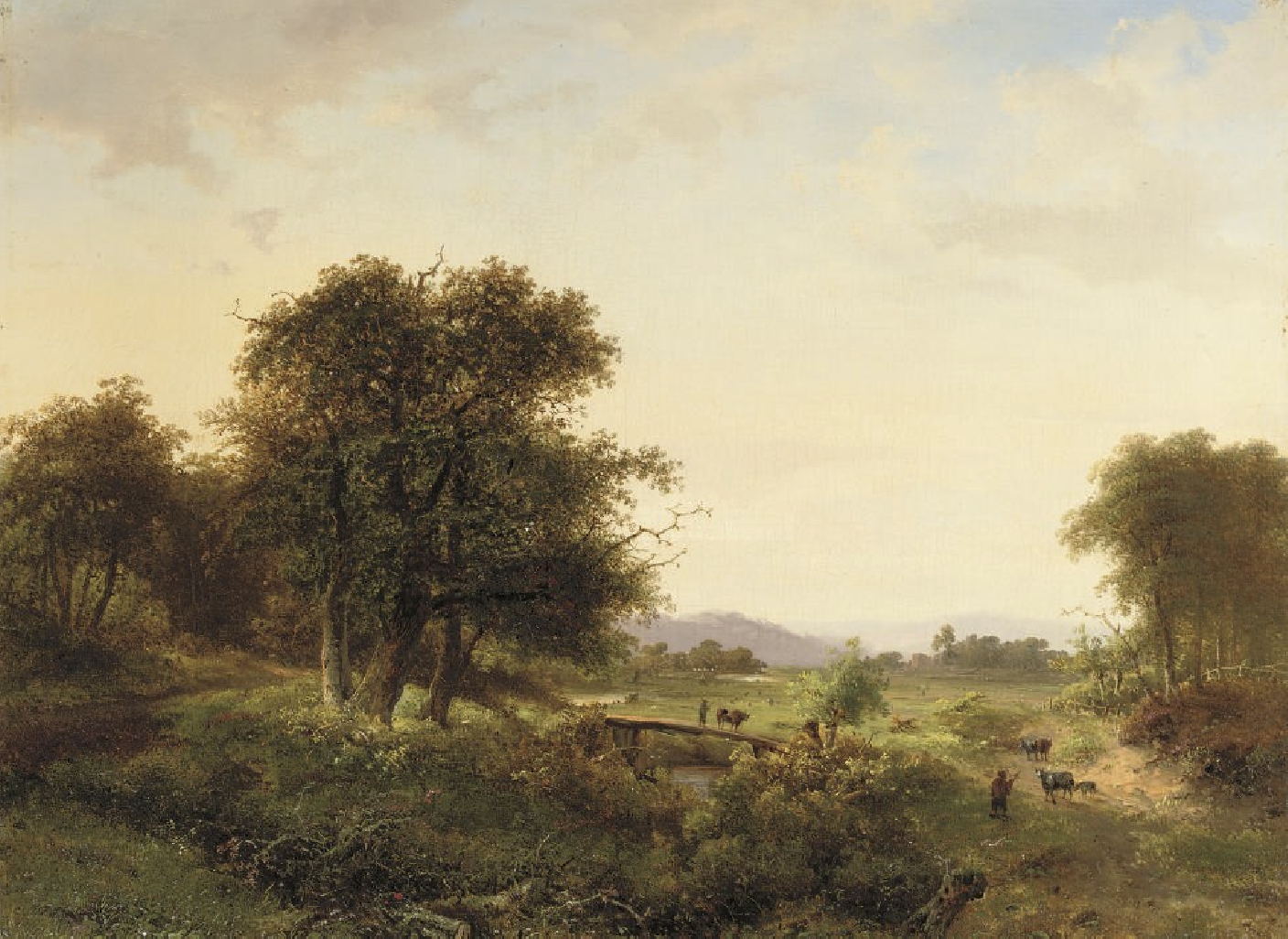
Boslandschap met figuren
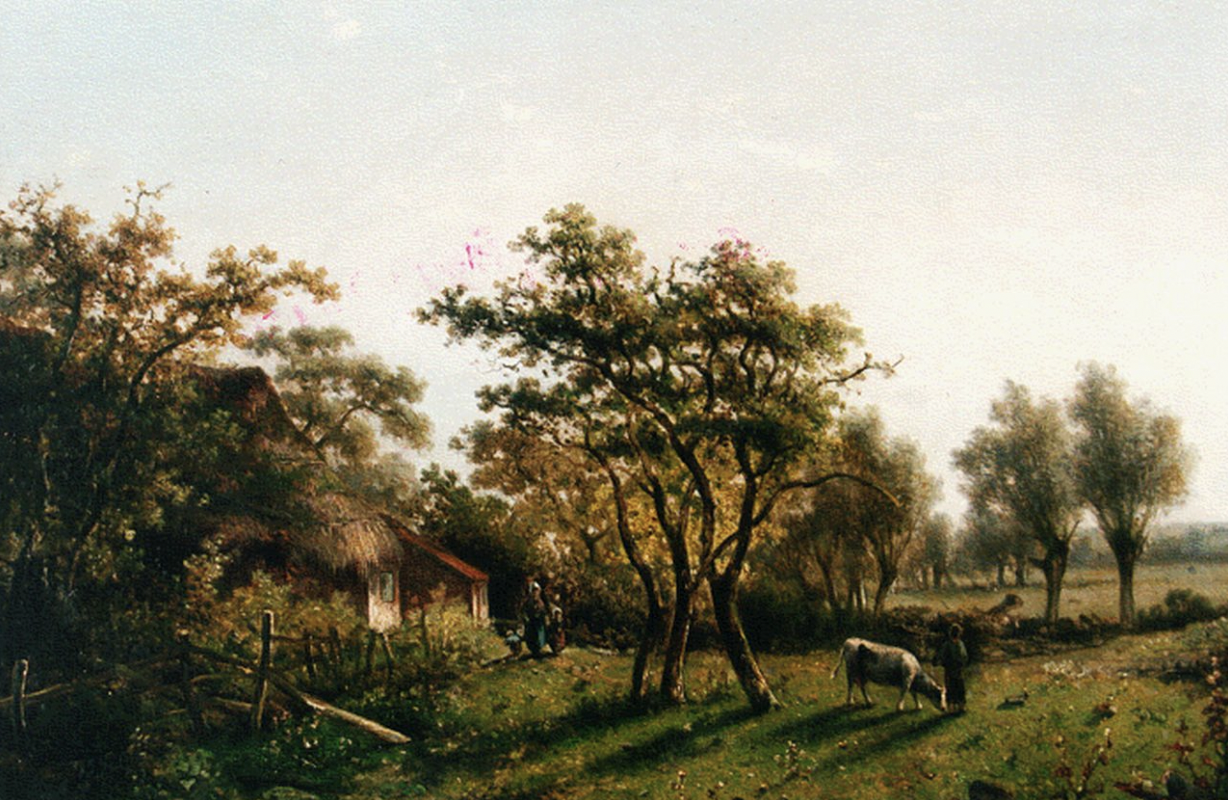
Boeren landschap
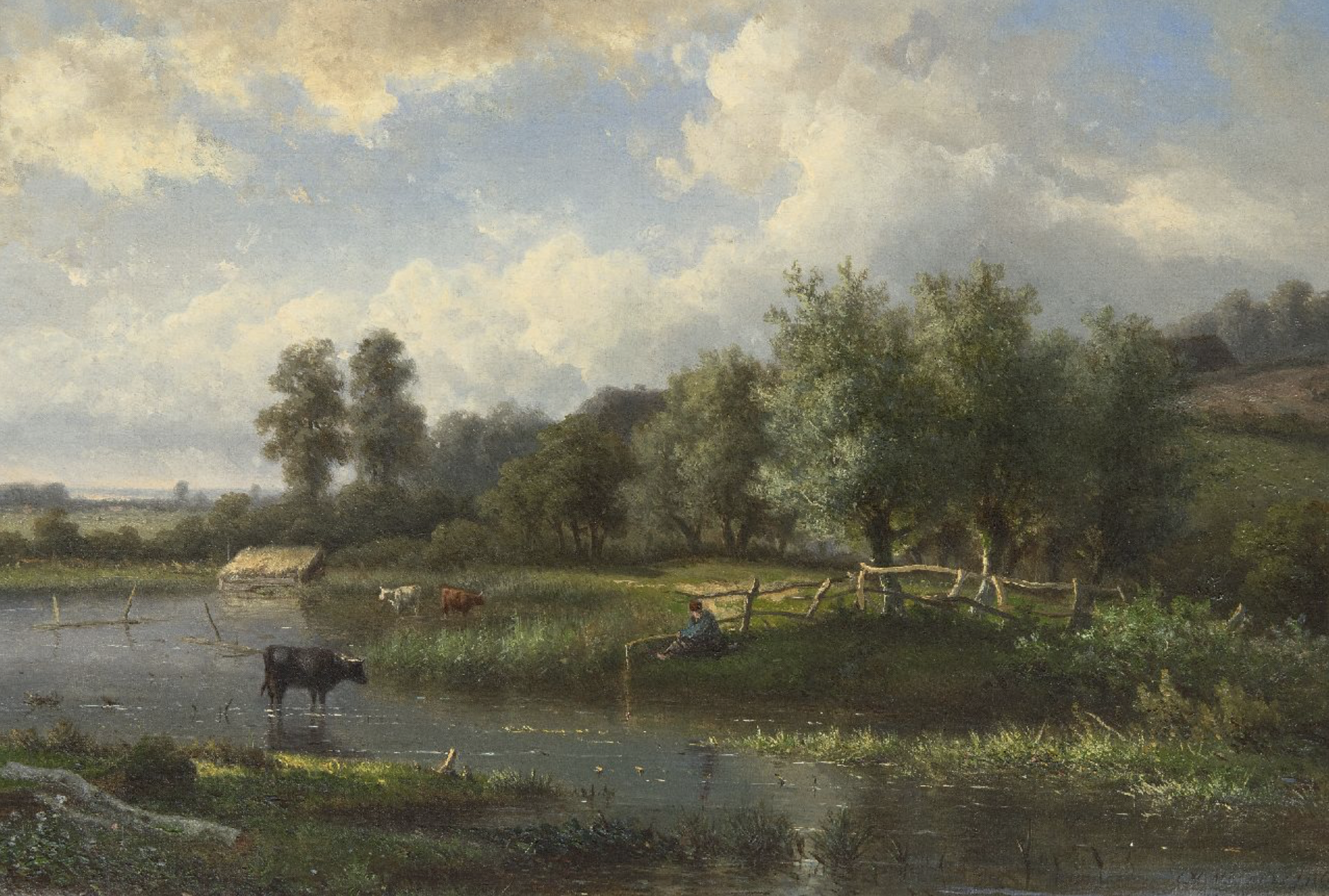
In de uiterwaarden bij Oosterbeek